# Oś optyczna

Bieg promieni świetlnych w projektorze. Oś optyczną oznaczono linią przerywaną

Oś optyczna – prosta przechodząca przez środki krzywizn elementów układu optycznego, pokrywająca się z osią symetrii tych elementów.
W osi symetrii znajdują się również ogniska układu optycznego.